# Horodîliv, Zolociv
Horodîliv (în ucraineană Городилів) este un sat în comuna Ielîhovîci din raionul Zolociv, regiunea Liov, Ucraina.

## Demografie
Componența lingvistică a localității Horodîliv
     Ucraineană (99,74%)
     Alte limbi (0,26%)
Conform recensământului din 2001, majoritatea populației localității Horodîliv era vorbitoare de ucraineană (99,74%), existând în minoritate și vorbitori de alte limbi.